# Илья, Роландо
Роландо Илья (исп. Rolando Illa, 6 сентября 1880, Нью-Йорк — 3 мая 1937, Буэнос-Айрес) — аргентинский шахматист, национальный мастер.
Родился в кубинской семье, проживавшей в США. В 1904 г. переехал в Аргентину.
Серебряный призер чемпионата Южной Америки (1921 / 1922 гг.).
Соучредитель (1905 г.) и многократный чемпион (1910, 1912—1919 гг.) Аргентинского шахматного клуба (Club Argentino de Ajedrez) в Буэнос-Айресе.
Участник нескольких чемпионатов Аргентины и ряда соревнований аргентинских мастеров.
Широко известен благодаря партии, сыгранной в показательных выступлениях А. А. Алехина в Буэнос-Айресе (октябрь 1926 г.).

## Спортивные результаты
| Год         | Город        | Соревнование                                                  | + | − | = | Результат | Место |
| ----------- | ------------ | ------------------------------------------------------------- | - | - | - | --------- | ----- |
| 1911        | Буэнос-Айрес | Серия показательных партий с Х. Р. Капабланкой                | 0 | 4 | 0 | 0 из 4    |       |
| 1913        | Буэнос-Айрес | Матч с Х. Линчем                                              |   |   |   | 3½ : 1½   |       |
|             | Буэнос-Айрес | Матч с Б. Костичем                                            | 0 | 6 | 0 | 0 : 6     |       |
| 1917        | Буэнос-Айрес | Турнир аргентинских шахматистов                               |   |   |   |           | 1—2   |
| 1920        | Буэнос-Айрес | Турнир аргентинских шахматистов                               |   |   |   |           | 2     |
| 1921        | Буэнос-Айрес | Чемпионат Аргентины                                           |   |   |   |           | 5     |
| 1921 / 1922 | Монтевидео   | Чемпионат Южной Америки                                       | 9 | 1 | 7 | 12½ из 17 | 2—3   |
| 1922        |              | Матч по телеграфу Нью-Йорк — Буэнос-Айрес (против А. Мардера) | 0 | 0 | 1 | ½ из 1    |       |
|             | Буэнос-Айрес | Турнир аргентинских мастеров                                  |   |   |   |           | 5     |
| 1923 / 1924 | Буэнос-Айрес | Чемпионат Аргентины                                           |   |   |   |           | 6—7   |
| 1924        | Буэнос-Айрес | Чемпионат Аргентины                                           |   |   |   |           | 7—9   |
| 1926        | Буэнос-Айрес | Показательные партии с А. А. Алехиным                         | 0 | 2 | 0 | 0 из 2    |       |